# K4리그의 외국인 선수 목록
K4리그 외국인 선수 명단은 대한축구협회에 K4리그 출전 선수로 공식 선수 등록을 완료한 4부리그 K4리그의 외국인 선수들의 명단이다.
- 선수 이름은 정식 이름 / 한글 K4리그 등록명 형식으로 병행 표기한다.
- 굵은 글씨로 표시된 선수는 현재 K4리그에서 활동하고 있는 선수이다.
- 기울인 글씨로 표시된 등록명은 일시적으로 사용 혹은 최종 등록명 이전 등록명이다.
- 복수국적자의 경우 대한축구협회에 선수 등록시 선택한 국적으로 표기한다.
- 복수국적자 참고사항에서 국가대표팀(연령별 대표팀 포함) 경력이 있는 선수의 경우 국가대표팀 경력을 쌓은 국가를 기울인 글씨로 기재한다.
- K리그 경력자의 경우 한 구단에서의 연속된 경력기간이라도 K리그1에서의 경력기간은 K리그1의 외국인 선수 명단에, K리그2의 경력기간은 K리그2의 외국인 선수 명단에 기재한다. 마찬가지로 K3리그에서의 경력기간은 K3리그의 외국인 선수 명단에 기록한다. 이 문서에는 K4리그에서의 경력기간만 기재한다.
- 각 구단에서 영입 후 대한축구협회에 공식 선수 등록 전 방출한 선수는 기재하지 않는다.

## 아프리카-CAF

### 카메룬
- 프랭클린 안테 / 안테 (2020–현재 충주시민축구단)

## 아시아-AFC

### 일본
- 노노무라 타가토 / 타가토 (2020 서울 노원 유나이티드, 2020-현재 여주시민축구단)

### 중국
- 송화 (2020–현재 충주시민축구단)
- 한첸차오 (2020–현재 고양시민축구단)

## 유럽-UEFA

### 네덜란드
- 제리 반 에위크 / 제리 (2022–현재 FC 남동)

### 스페인
- 조엘 캇 리가우 (2020–현재 FC 남동)

## 남아메리카-CONMEBOL

### 브라질
- 마테우스 (2020 충주시민축구단) ※ K3리그 경력자
- 파트리크 알랑 다 시우바 곤살베스 / 파트리키 (2020-현재 여주시민축구단)
- 카를루스 비토르 다 시우바 나시멘투 / 카를로스 (2020-현재 충주시민축구단)

## 같이 보기
- K3리그의 외국인 선수 명단
- K3리그 (아마추어)의 외국인 선수 명단
- K3리그
- K4리그